# Pauline Braddy
Pauline Braddy, née vers 14 février 1922 dans le Mississipi et morte le 28 janvier 1996, est une percussionniste et chanteuse de jazz américaine. Elle est connue pour avoir été un membre clé du groupe féminin International Sweethearts of Rhythm et une des premières femmes afro-américaines à jouer de la batterie. Son talent fut reconnu par ses pairs, tels que Papa Jo Jones ou Big Sid ; elle fut surnommée Queen of the Drums.

## Biographie
Elle intègre l'orchestre des Sweethearts en 1939. Comme les autres jeunes femmes composant l'orchestre d'origine, elle est élève de l'école pour enfants défavorisés Piney Woods Country Life School (en). Elle joue à l'origine de la clarinette et du saxophone, mais un jour où l'orchestre part jouer à Memphis, la batteuse fait défaut. On choisit alors Braddy pour la remplacer en raison de son bon sens du rythme et elle s'avère par la suite être une percussionniste remarquable. Elle accompagnera les Sweethearts en Europe pour leur tournée de soutien aux soldats américains, et restera dans l'orchestre jusqu'à sa dissolution. Elle continue à jouer ensuite dans divers clubs, formant notamment un trio dans les années 1950 avec Carline Ray et Edna Smith, deux de ses anciennes camarades de l'orchestre, puis en 1956 dans un orchestre reformé par Anna Mae Winburn,. On la verra jouer jusque dans les années 1960, jusqu'à ce qu'elle s'éloigne de la scène pour prendre soin de sa mère malade.

## Discographie
- Voir (en) « Pauline Braddy » (fiche artiste), sur Discogs